# Odporność humoralna
Odporność humoralna – jeden z mechanizmów odporności swoistej. W reakcji odpornościowej humoralnej organizm wykorzystuje różne substancje chemiczne, najważniejszymi są w niej przeciwciała (białka odpornościowe).
Przeciwciała są produkowane, a następnie uwalniane przez uczulone limfocyty B w odpowiedzi na pojawiający się w organizmie antygen.
Limfocyty T, makrofagi i antygeny działają na limfocyty B – następuje transformacja blastyczna i namnażanie. Część krąży we krwi jako komórki pamięci immunologicznej, a część ulega przekształceniu w plazmocyty (poprzez stadia plazmoblastów i proplazmocytów), które następnie wytwarzają przeciwciała.

Przeczytaj ostrzeżenie dotyczące informacji medycznych i pokrewnych zamieszczonych w Wikipedii.